# حدائق الحيوانات الأليفة للأطفال
تعد حدائق الحيوانات الأليفة (المعروفة أيضًا باسم حدائق الحيوان للأطفال ، أو مزارع الأطفال ، أو مزرعة الحيوانات الأليفة) مزيجًا من الحيوانات الأليفة وبعض الأنواع البرية سهلة الانقياد التي يمكن لمسها وإطعامها. بالإضافة إلى حدائق الحيوانات الأليفة المستقلة ، يوجد في العديد من حدائق الحيوان العامة حدائق حيوانات أليفة.
تم تصميم معظم حدائق الحيوانات الأليفة لتوفير الهدوء نسبيًا للحيوانات الأليفة العاشبة ، مثل الأغنام والماعز والخنازير والأرانب أو المهور ، من أجل التغذية الآمنة والتفاعل البدني. هذا على عكس تجربة حديقة الحيوان المعتادة ، حيث يتم عرض الحيوانات البرية عادةً من خلف سياج أمان لا يمكن الوصول إليه. يوفر بعضها أنواعًا برية (مثل الثعابين أو أشبال القطط الكبيرة) للتفاعل معها ، لكنها نادرة وعادة ما توجد خارج الدول الغربية.
في عام 1938 ، افتتحت حديقة حيوان لندن أول حديقة حيوانات للأطفال في أوروبا ، وكانت حديقة حيوان فيلادلفيا هي أول حديقة حيوانات خاصة في أمريكا الشمالية للأطفال فقط.
في التسعينيات ، بدأت المدن الهولندية في بناء حدائق للحيوانات الأليفة في العديد من المجتمعات حتى يتمكن أطفال المدن من التفاعل مع الحيوانات.

## الحيوانات والطعام
حديقة الحيوانات الأليفة بها مجموعة متنوعة من الحيوانات الأليفة. تشمل الحيوانات الشائعة: الأغنام والماعز والأرانب والمهور والألبكة واللاما والخنازير والحمير الصغيرة والخيول الصغيرة وبعض الحيوانات الغريبة مثل الكنغر والإيمو والزيبو والببغاوات والليمور والسلاحف ، إلخ. في بعض الأحيان ، كانت حديقة الحيوانات الأليفة في الماضي تحتوي على حيوانات نادرة مثل الأسود والنمور.
تحظى حديقة الحيوانات الأليفة بشعبية بين الأطفال الصغار الذين غالبًا ما يطعمون الحيوانات. لضمان صحة الحيوانات ، توفر حديقة الحيوانات الطعام من آلات البيع أو الأكشاك. عادةً ما يشتمل الطعام الذي يتم تغذيته على الحيوانات على العشب والبسكويت ، وفي بعض مناطق التغذية ، يعتبر التبن غذاءً شائعًا. هذه التغذية هي استثناء للقاعدة المعتادة لعدم إطعام الحيوانات

## حديقة الحيوان المتنقلة
يمكن أيضًا نقل بعض حدائق الحيوانات الأليفة ، ويمكنك العودة إلى المنزل للمشاركة في حفلات الأطفال أو الأنشطة. العديد من المناطق لديها حدائق حيوانات أليفة متنقلة مؤهلة. Kindifarm هي واحدة من أولى حدائق الحيوانات الأليفة المتنقلة في أستراليا (بدأت في عام 1992). نظرًا لشعبيتها ، يستخدم العديد من الأستراليين مصطلح «المزرعة المشتعلة» لوصف حدائق الحيوانات الأليفة. في أستراليا ، يُسمح بحدائق الحيوانات الأليفة المتنقلة في المدارس ودور الحضانة وحتى مراكز التسوق. بالنسبة للعديد من الأطفال ، تعتبر حديقة الحيوانات الأليفة المتنقلة هي فرصتهم الأولى لرؤية ولمس الحيوانات. تحرير التأثيرات الصحية يمكن أن يؤدي الاتصال بالحيوانات إلى انتشار الأمراض بين الحيوانات والبشر (الأمراض الحيوانية المنشأ) ، لذلك يوصى بغسل اليدين جيدًا قبل وبعد ملامسة الحيوانات.
كان هناك العديد من حالات تفشي الإشريكية القولونية وما إلى ذلك.

## التواريخ
هاربر ، بول (1 مايو 2014). «بعد انتشار بكتيريا الإشريكية القولونية في مزرعة غولدستون ، حصل الأطفال على تعويض.» getSurrey. تم الاسترجاع 1 مايو ، 2014
محتوى{{[[قالب:{{{1}}}|{{{1}}}]]}}